# Laphystia columbina
Laphystia columbina là một loài ruồi trong họ Asilidae. Laphystia columbina được Schiner miêu tả năm 1868. Loài này phân bố ở vùng Tân nhiệt đới.